# Camp de batalla: la Terra
Camp de batalla: la Terra (títol original: Battlefield Earth: A Saga of the Year 3000), és una pel·lícula estatunidenca de ciència-ficció de Roger Christian basada en una part de la novel·la Battlefield Earth, escrita per L. Ron Hubbard. Ha estat doblada al català.

## Argument
L'any 3000, la Terra no és més que un desert i la humanitat una espècie en vies d'extinció. Mil anys abans, els ferotges psychlos han envaït la Terra, aniquilat totes les defenses, arrasat les ciutats i abolit totes les institucions. El cap de la seguretat dels psychlos, Terl, és el personatge més temut de la Terra.
Al mig de les muntanyes Rocoses hi viu un jove, Jonnie Goodboy Tyler, que està decidit a tornar l'esperança i dignitat als seus. Es deixa capturar i enviar a la cohort dels esclaus de Terl. Format per aquest últim i els esclaus Chinko, Jonnie Goodboy Tyler encarna l'esperança de l'espècie humana.

## Repartiment
- John Travolta: Terl
- Barry Pepper: Jonnie Goodboy Tyler
- Forest Whitaker: Ker
- Kim Coates: Carlo
- Sabine Karsenti: Chrissy
- Michael Byrne: Parson Staffer
- Christian Tessier: Mickey
- Sylvain Landry: Sammy
- Richard Tyson: Robert la guineu
- Shaun Austin-Olsen: Planetship
- Tim Post: Ajudant
- Earl Pastko: Bartender
- Michel Perron: Rock
- Jason Cavaller: Floyd
- Sean Hewitt: Heywood
- Andrew Albert: Supervisor de laboratori
- Andy Bradshaw: Mason
- Jim Meskimen: Blythe
- Rejean Denoncourt: Oficial de comunicació
- Calla Ruppert: Rodman
- Mulumba Tshikuka: pilot humà
- Kelly Preston: Chirk
- Marie-Josée Croze: Mara
- Jean-Pierre Ferron: Humà

## Al voltant de la pel·lícula
- John Travolta tenia com a projecte produir una trilogia basada en la novel·la de L. Ron. Hubbard com Star Wars i Star Trek. Donat el fracàs al Box-office i les dolentes critiques dels espectadors i de la premsa, va preferir abandonar.

## Premis i nominacions

### Premis
- 2001: Premis Dallas-Fort Worth Film Critics Association pitjor Film
- 2001: Premis Razzie: « Pitjor actor » (John Travolta), « Pitjor realitzador » (Roger Christian), « Pitjor parella a la pantalla » (« John Travolta i qualsevol altra persona a la pantalla amb ell »), « Pitjor guió » (Corey Mandell, J.D. Shapiro), « Pitjor segon paper masculí » (Barry Pepper), « Pitjor segon paper femení » (Kelly Preston)
- 2005: Premis Razzie « Pitjor drama dels 25 últims anys »
- 2010: Premis Razzie « Pitjor film del decenni »

### Nominacions
- 2001: Premis Razzie « pitjor actor secundari » (Forest Whitaker)